# M 22 (Ukraine)
Die M 22 ist eine Fernstraße in der Ukraine. Sie führt von Poltawa in südwestliche Richtung über Krementschuk nach Oleksandrija. Bis 1991 war die Strecke Teil der A 287 (nordöstlich von Krementschuk) und der A 281 (südwestlich von Krementschuk) im sowjetischen Fernstraßennetz.

## Verlauf
| 0 km   | Poltawa             |
| 36 km  | Nowi Sanschary      |
|        | Nowa Haleschtschyna |
| 115 km | Krementschuk        |
|        | Pawlysch            |
| 174 km | Oleksandrija        |